# Hirofumi Hirano
Hirofumi Hirano (平野 博文; n. 19 martie 1949, Katsuragi, Prefectura Wakayama, Japonia) este un om politic japonez.
Este membru al Casei Reprezentanților din partea Partidului Democrat (DPJ). Este originar din Katsuragi (prefectura Wakayama) și a absolvit Universitatea Chuo. Momentan este purtătorul de cuvânt al guvernului, al cărui prim-ministru este Yukio Hatoyama.